# マイケル・カリー

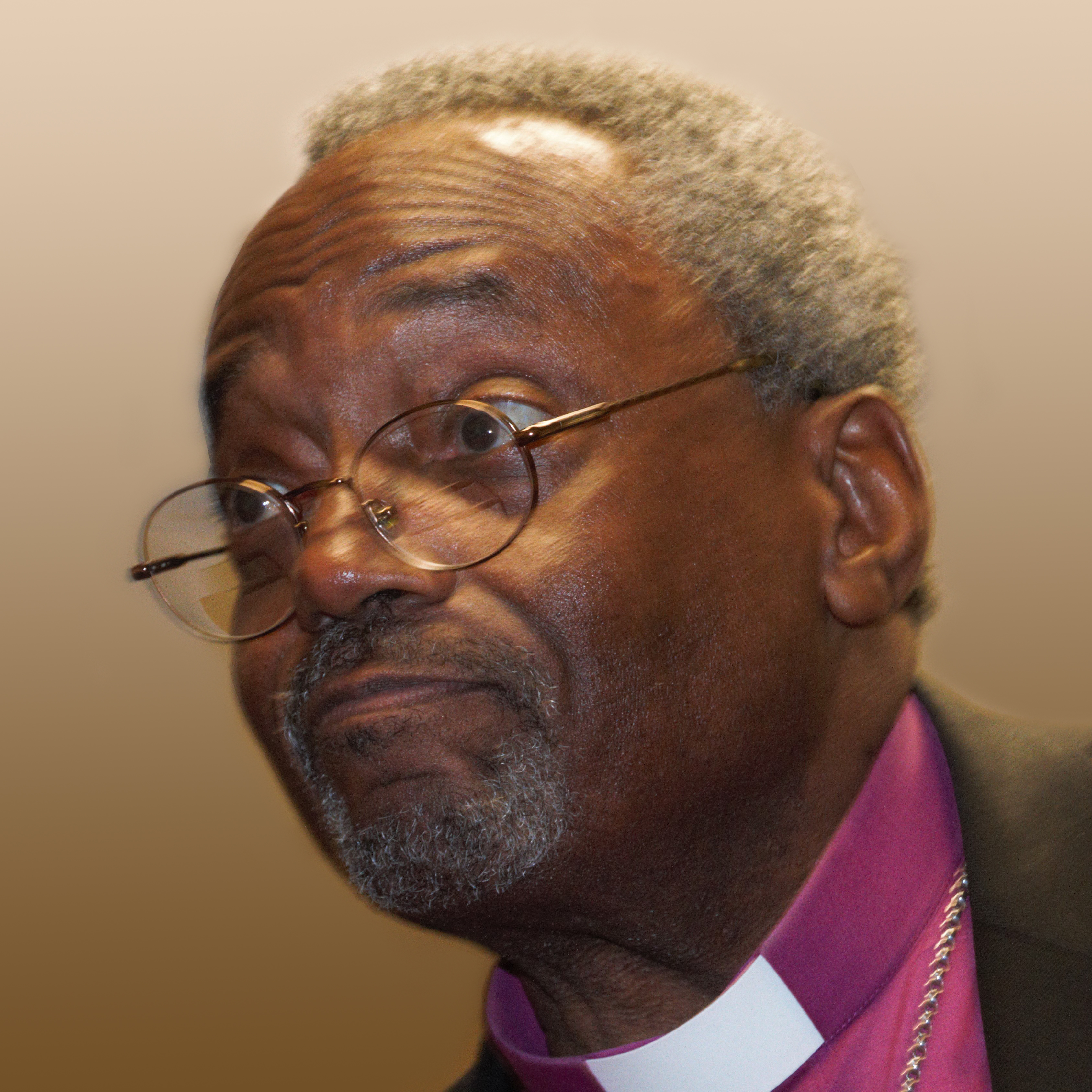
マイケル・カリー

マイケル・カリー（英語: Michael Bruce Curry、1953年3月13日 - ）は、米国聖公会の主教で、2015年に同聖公会を代表する第27代総裁主教（Presiding Bishop）に選ばれている。同聖公会の総裁主教としては、初めてのアフリカ系アメリカ人である。

## 概要

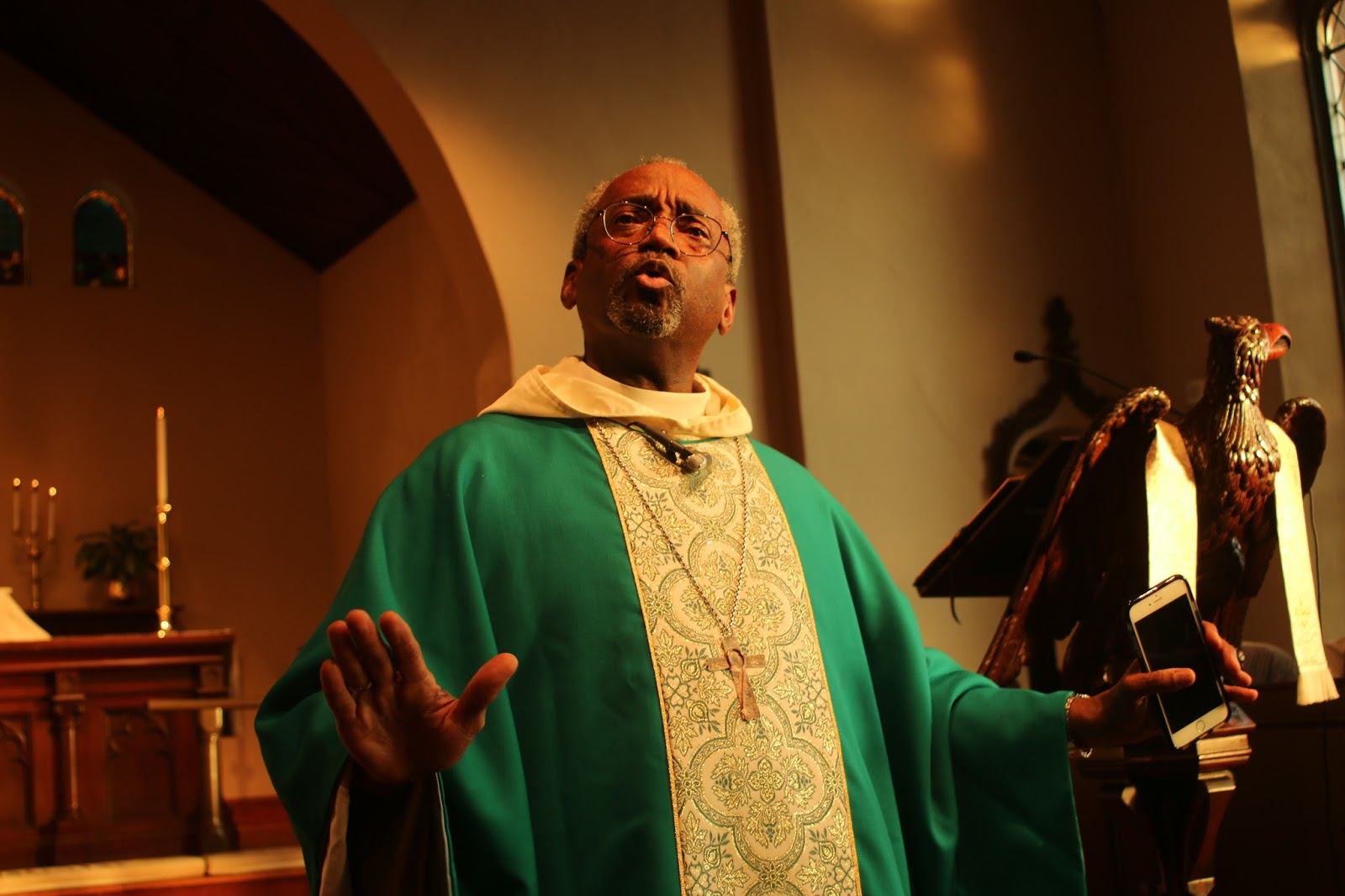
主教時代のマイケル・カリー

マイケル・ブルース・カリー（Michael Bruce Curry）は1953年3月13日にシカゴに生まれた。祖先はアフリカからノースカロライナとアラバマへ来て、主人と土地の収穫をシェアする奴隷だったと自伝で明らかにしている。バッファローで高校を終え、1975年にホバート・カレッジ（Hobart College）を卒業した。1987年に伝統あるイェール神学校で神学修士号を得ている。
1978年にノースカロライナ州ウィンストン・セーラムの教会で執事として働き始め、後に司祭となり、その後はオハイオ州、メリーランド州の教会で奉仕した。2000年2月にはノースカロライナ教区の主教に選ばれて、同年6月にダーラムにあるデューク大学デューク・チャペルで主教に聖別された。
2015年5月には米国聖公会総裁主教選挙委員会は彼を含む4人の主教を推薦して、同年6月にソルト・レイク・シティー行われた米国聖公会総会（General Convention）で彼は第27代総裁主教に選ばれ、同年11月にはワシントン大聖堂で総裁主教に聖別された。

## 公開されている個人情報
マイケル・カリーは妻シェアロン（旧姓Clement）との間に3人の成人した子供がある。

## 著書
おもな著書には次がある。
- "Crazy Christians: A Call to Follow Jesus" (Harrisburg: Morehouse Publishing) ISBN 978-0-8192-2886-4
- "Songs My Grandma Sang" (Morehouse Publishing) ISBN 978-0-8192-2993-9

## 参照項目
- ジャスティン・ウェルビー (英国聖公会大主教、世界聖公会の代表)